# Eurytoma leucoptera
Eurytoma leucoptera är en stekelart som beskrevs av Walker 1874. Eurytoma leucoptera ingår i släktet Eurytoma och familjen kragglanssteklar. Inga underarter finns listade i Catalogue of Life.